# Velje Selo
Velje Selo (en serbe cyrillique : Веље Село) est un village du sud du Monténégro, dans la municipalité de Bar.

## Démographie

### Évolution historique de la population
| 1948 | 1953 | 1961 | 1971 | 1981 | 1991 | 2003 |
| ---- | ---- | ---- | ---- | ---- | ---- | ---- |
| 300  | 356  | 353  | 344  | 378  | 302  | 271  |